# Xavier Marco
Xavier Marco, (nacido circa 1949 en Cataluña) es un exjugador de baloncesto español.

## Trayectoria
Se inicia en el mundo del baloncesto en el colegio La Salle Bonanova de Barcelona con 11 años, después jugaría en La Salle Josapets y en el FC Barcelona, donde no podría dar todo el baloncesto que llevaba dentro, por una lesión de desprendimiento de retina que le cortó su progresión, pues tenía muchas opciones de acudir a la Selección de baloncesto de España. Después de dejar el FC Barcelona, jugaría en el Real Club Deportivo Español y en el Círcol Catòlic de Badalona.